# Célina Ould Hocine
Célina Ould Hocine, née le 3 février 2002 à Paris, est une footballeuse française. Elle évolue actuellement au poste de défenseure au Paris FC.

## Biographie
En juin 2020, après avoir remporté le championnat de France U19 aux côtés notamment de Vicki Becho, Alice Sombath ou encore Thelma Eninger, Célina Ould Hocine quitte le centre de formation du PSG pour rejoindre le Paris FC.
En 2023, elle se qualifie avec le Paris FC pour la phase de groupes de la Ligue des champions, en effectuant notamment un sauvetage sur sa ligne de but en match retour de barrages face au finaliste sortant, Wolfsburg.
En 2022, elle participe à la coupe du monde des moins de 20 ans.
Elle possède également la nationalité algérienne.[réf. nécessaire]

## Palmarès
Paris Saint-Germain
- Championnat de France U19 (1) :
  - Championne en 2019

 Paris FC
- Coupe de France (1) : 
  - 2025